# 레딘
레딘(베트남어: Lê Đinh / 黎汀 려정, ? ~ ?년 농력(農曆) 10월 17일)은 대월 후 레 왕조의 제1대 황제 레러이의 조부이다. 《력조헌장류지(歷朝憲章類誌)》에는 성명을 레몬(베트남어: Lê Môn / 黎門 려문)이라고 하였다.
1428년 3월, 레러이가 레딘의 시호를 소덕황제(昭德皇帝), 묘호를 현조(顯祖)라고 하였다.
티에우빈 4년 2월 15일 을해일(1437년 3월 21일), 레 태종이 시호를 소덕지인황제(昭德至仁皇帝)로 했다가 최종적으로 시호를 더하여 소덕지인택황제(昭德至仁澤皇帝)로 하였고, 능호를 래문릉(來聞陵)으로 하였다.